# فويشتفانغن
فويشتوانغن (بالألمانية: Feuchtwangen) هي بلدة ألمانية تقع في ألمانيا في آنسباخ.

## أعلام
- فيليكس جروس
- يوهان جورج فون سولدنر
- إرنست براند
- كارل التمان
- كلاوس شميت